# Miguel Bianconi
Miguel Antônio Bianconi Kohl (Mococa, 14 maggio 1992) è un calciatore brasiliano, attaccante dell'Inter de Limeira.

## Carriera
Ha giocato nella seconda divisione brasiliana e nella prima divisione dei campionati brasiliano, rumeno, greco, boliviano e thailandese.